# Clemon Johnson
Clemon James Johnson jr. (Monticello, 12 settembre 1956) è un ex cestista e allenatore di pallacanestro statunitense, professionista nella NBA e in Italia.

## Carriera
Venne selezionato dai Portland Trail Blazers al secondo giro del Draft NBA 1978 (44ª scelta assoluta).

## Palmarès
- Campionato NBA: 1

Philadelphia 76ers: 1983
- Coppa delle Coppe: 1

Virtus Bologna: 1989-90
- Coppa Italia: 2

Virtus Bologna: 1989, 1990